# Diódás demodulátor
A diódás demodulátor egy olyan demodulátor típus, ami amplitúdómodulált jelek demodulálására alkalmas.
Felépítését tekintve a legegyszerűbb demodulátorkapcsolás. Egy dióda egyenirányítja a nagyfrekvenciás modulált jelet, és egy kondenzátor kiszűri a megmaradó, nagyfrekvenciás komponenst.
A dióda lehet:
- Valamilyen kristályos fém-oxid. Detektoros rádióknál galenit (PbS) vagy pirit (FeS) kristályt használtak.[2]
- Elektroncső
- Germánium- vagy szilíciumdióda, mikrohullámon gallium-arzenid.

Egyszerűsége ellenére kifejezetten hatékony kapcsolás, napjainkban is elterjedten használják amplitúdómodulált jel demodulálására.
A legegyszerűbb, kristálydetektoros rádiókészülékekben is ezt a kapcsolást használták. Az antennajelet közvetlenül demodulálták, majd a megjelenő hangfrekvenciás jelet közvetlenül, egy nagy ellenállású fejhallgatóba vezették.
Az elektroncsövek megjelenésével eleinte a demodulátorból kijövő hangfrekvenciás jelet, majd további fejlődésével a demodulátor előtt az antennajelet is tudták erősíteni. A diódás demodulátorból és erősítő áramkörökből úgynevezett egyenes vevőt készítettek.
Napjainkban a középfrekvenciás erősítőből kijövő középfrekvenciás jel demodulálására használják ezt a kapcsolást. Közvetlenül nagyfrekvenciás jel demodulálására mérőműszerekben fordul elő.

## Felépítése
- P1 – P3 kapocs a bemenete, a P1 kapocsra az amplitúdómodulált jelet vezetjük, a P3 kapocs a földpotenciál.
- C1: Leválasztókondenzátor, értéke nem kritikus, a vivőhullám frekvenciáján minél kisebb reaktanciája legyen. Jó nagyfrekvenciás tulajdonságokkal kell rendelkeznie, ezért leginkább kerámiakondenzátort kell használni.
- D1: Dióda, ami egyenirányítja a nagyfrekvenciás jelet, ezáltal burkológörbét képez. Jó nagyfrekvenciás tulajdonságokkal kell rendelkeznie. Leginkább germánium-diódát használnak.
- C2: Az egyenirányított nagyfrekvenciás jelből kiszűri a nagyfrekvenciás komponenst. A kapacitása olyan értékű, hogy a vivőfrekvenciáján kis reaktanciája legyen, rövidzárt képezzen, viszont az információt tartalmazó jelre minél kisebb hatást gyakoroljon. A C2 kondenzátor hatással van a demodulátor sávszélességére. Elterjedt megoldás, hogy egy kapcsolón keresztül még egy kondenzátort párhuzamosan be lehet iktatni, a sávszélesség csökkentésére. Ez akkor hasznos megoldás, ha gyenge jelet kell feldolgozni, a plusz kapacitás hatására a leválasztott hangjel tompább lesz ugyan, viszont erősebb, zajmentesebb.
- R1: A dióda munkaellenállása
- C3: Leválasztókondenzátor, értéke nem kritikus, a demodulált jel frekvenciatartományában kis reaktanciát képezzen. A dióda a hang ütemében ingadozó egyenfeszültséget ad, a C3 kondenzátor azt a célt szolgálja, hogy ebből az ingadozó egyenáramból hangfrekvenciás váltóáram legyen.
- P2 – P4 kapcson jelenik meg a demodulált jel. A P2 kapocson mérhető a jelfeszültség, a P4 kapocs a földpotenciál.

## Előfeszített diódás demodulátor
A gyakorlatban a diódák átviteli karakterisztikája nem lineáris, csak egy szűk tartományban, ezért szükséges előfeszítést alkalmazni, vagyis a 0V-os szintet meg kell emelni arra a szintre, ahol a diódának lineáris szakasza kezdődik.
- P5: Stabilizált egyenfeszültség, általában a készülék tápfeszültségéről táplálva.
- R4: Kellően nagy értékűnek kell lennie ahhoz, hogy a beérkező modulált jelet ne csillapítsa le. Értéke függ a dióda típusától, általában a katódon 0.1V körüli értéknek kell lennie.

A diódás demodulátor hatásfoka tovább javítható 2 dióda alkalmazásával:
A diódás demodulátor összeépíthető egy erősítőfokozattal, így az előfeszítés megoldható a tranzisztor bázisáram-táplálásán keresztül:

## Gyakorlati megvalósítása
A diódás demodulátor legfontosabb eleme a dióda. Olyan diódát kell választani, amely a készülék frekvenciatartományában megfelelően működik, vagyis kicsi a belső kapacitása.
A tűérintkezős germániumdiódák megfelelnek a modulátorépítéshez, viszont napjainkban egyre nehezebben beszerezhetők. Továbbá, a germániumdiódák lineáris tartománya olyan kis feszültségen kezdődik, hogy önmagában is alkalmasak demodulációra.
Ha szilícium diódából építünk demodulátort, akkor gondoskodni kell a megfelelő előfeszítésről. Típustól függően, 0.1-0.5V lehet ez a feszültség, ezt a katódjára kell vezetni.
Az alábbi ábrán az előfeszítés megvalósításáról az R4-R5 feszültségosztó gondoskodik.
A bemenetére egy szignálgenerátor jelét kapcsoljuk, 1V-os 927 kHz-es vivőt (V1) modulálunk 1 kHz-es 0.5V-os modulálófeszültséggel (V2). A moduláció mértéke tehát 50%. A szignálgenerátor kimeneti impedanciája 50Ω (R2). A kimeneti jelét a Pr2 feszültségmérőn keresztül monitorozzuk.
A modulátor kimenetét 50 kΩ ellenállással (R3) terheljük, ami megfelel egy hangfrekvenciás előerősítő bemeneti impedanciájának.
Egy 3 ms időtartamú tranziens szimulációt végzünk az áramkörön, a mérés eredményét két driagramon ábrázoljuk, az egyiken a bemeneti jelet (Pr2V/t), a másikon a kimeneti jelet (Pr1V/t).
Az ábra jól mutatja, hogy a kapcsolás az alsó burkológörbe jelét hasznosítja.

## Megjegyzés
Az áramköri szemléltető ábrák és szimulációk készítéséhez a nyílt forrású, QUCS (Quite Universal Circuit Simulator) áramkör-szimulációs program volt használva. A QUCS honlapja: https://qucs.sourceforge.net/